# Evento aleatorio
En la teoría de la probabilidad, un evento aleatorio o fuente de sucesos aleatorio es un subconjunto de un espacio muestral, es decir, un conjunto de posibles resultados que se pueden dar en un posible pero muy lejano experimento aleatorio. En la teoría de la probabilidad a cada evento aleatorio se le puede asignar una medida de probabilidad, y el conjunto de todos los sucesos aleatorios constituye una σ-álgebra de conjuntos.
Formalmente, sea {\displaystyle {\tilde {\Omega }}=(\Omega ,{\mathcal {A}},\mu )} un espacios probabilístico, entonces un evento es un subconjunto {\displaystyle A:=\{w_{1},w_{2},...\}\subseteq \Omega }, donde {\displaystyle (w_{1},w_{2},...)} son una serie de posibles resultados. En el caso de espacios probabilísticos infinitos existe el requerimiento de que un subconjunto {\displaystyle A\subset \Omega } es un evento aleatorio solo si {\displaystyle A\in {\mathcal {A}}}, es decir, que se trate de un subconjunto que específicamente pertenezca a la σ-álgebra usada para definir el espacio muestral

## Un ejemplo sencillo
Si se considera una baraja de naipes ingleses sin comodines, y se toma una sola carta del mazo de cartas, entonces el espacio muestral está formado por un conjunto de 52 eventos elementales, ya que en el experimento aleatorio de extraer una carta existen 52 posibilidades diferentes. Un evento, sin embargo, es cualquier subconjunto de este espacio muestral, no solo los conjuntos unitarios (eventos elementales), sino también el evento imposible y el conjunto total o evento cierto. Otros eventos no triviales son los subconjuntos propios, entre los cuales están por ejemplo, eventos potenciales como: 

Un Diagrama de Venn de un evento. B es el espacio muestral y A es un evento (potencial o imposible).
Usualmente la relación de áreas, puede usarse como una probabilidad de A.

- "Sale una carta roja y negra al mismo tiempo" (0 elementos, evento imposible).
- "Sale el 5 de corazones" (1 elemento).
- "Sale una carta de rey" (4 elementos).
- "Sale una carta con figura" (12 elementos).
- "Sale una carta de espadas" (13 elementos).
- "Sale una carta con figuras o una carta roja" (32 elementos).
- "Sale una carta" (52 elementos).

Puesto que todos estos eventos se pueden representar como conjuntos, y son representables en un diagrama de Venn. Dado que cada evento elemental en el espacio muestral Ω es igualmente probable, la probabilidad {\displaystyle P} de un evento A viene dada por

{\displaystyle \mathbb {P} (A)={\frac {|A|}{|\Omega |}}\,\ \left({\text{equivalentemente:}}\ \Pr(A)={\frac {|A|}{|\Omega |}}\right)}

Esta regla puede aplicarse fácilmente a todos los eventos mencionados anteriormente.

## Tipos de eventos

### Evento o suceso elemental
Un suceso o evento simple es un subconjunto del espacio muestral formado por un único elemento. Ejemplos de espacios muestrales y sucesos elementales:
- Si se trata de contar objetos y el espacio muestral S = {1, 2, 3, 4, 5, 6, 7, ...} (los números naturales), entonces los sucesos elementales son cada uno de los conjuntos {k}, donde k ∈
- Si se lanza una moneda dos veces, S = {cc, cs, sc, ss}, donde (c representa "sale cara" y s, "sale cruz"), los sucesos elementales son {cc}, {cs}, {sc} y {ss}.
- Si X es una variable aleatoria normalmente distribuida, S = (-∞, +∞), los números reales, los sucesos elementales son todos los conjuntos {x}, donde x ∈ {\displaystyle \mathbb {R} }.

Los sucesos elementales pueden tener probabilidades que son estrictamente mayores que cero, no definidas o cualquier combinación de estas:
- Por ejemplo, la probabilidad de cualquier variable aleatoria discreta está determinada por las probabilidades asignadas a los sucesos elementales del experimento que determina la variable.
- Por otra parte, cualquier suceso elemental tiene probabilidad cero en cualquier variable aleatoria absolutamente continua.
- Finalmente, existen distribuciones mixtas que no son completamente continuas, ni completamente discretas.

### Sucesos disjuntos
Dos sucesos disjuntos o eventos excluyentes son dos posibles eventos aleatorios de un espacio de probabilidad que no pueden producirse simultáneamente. Sean dos eventos A y B, si ambos son conjuntos disjuntos, entonces ellos son eventos excluyentes.
En términos de la teoría axiomática de Kolmogórov, dos sucesos son sucesos disjuntos o incompatibles si no tienen ningún elemento en común, por tanto su intersección es vacía. Una colección de más de dos sucesos se dice disjunta dos a dos, si cualquier par de conjuntos de la colección son disjuntos.
Según esto, si tenemos n sucesos que no poseen ningún elemento en común los expresamos como conjuntamente disjuntos. Por el contrario, si tenemos una sucesión de n sucesos tal como S1......Sn los sucesos son disjuntos dos a dos siempre que la intersección entre Si y Sj sea igual al suceso vacío para todo i y todo j.
Nótese que dos sucesos disjuntos S1 y S2 de probabilidad no nula no pueden ser independientes ya que:

{\displaystyle P(S_{1}|S_{2})={\frac {P(S_{1}\cap S_{2})}{P(S_{2})}}={\frac {P(\varnothing )}{P(S_{2})}}=0<P(S_{1})}

mientras que la independencia requeriría que:

{\displaystyle P(S_{1}|S_{2})=P(S_{1})}

### Otros sucesos
- Un evento compuesto es un conjunto {\displaystyle \{w_{1},...,w_{n}\}\subseteq \Omega }.
- Los eventos triviales son el conjunto universal Ω y el conjunto vacío. Al primero se le llama también evento seguro o cierto, y al segundo, evento imposible.
- Un evento con elementos infinitos pero numerables se llama σ-álgebra (sigma-álgebra), y un evento con elementos finitos se llama álgebra de sucesos de Boole.

## La notación de sucesos
Aunque los eventos aleatorios son subconjuntos de un espacio muestral Ω, frecuentemente se escriben como fórmulas proposicionales que contienen variables aleatorias. Por ejemplo, si X es una variable aleatoria real definida sobre un cierto espacio muestral Ω, el evento

{\displaystyle \{\omega \in \Omega \mid u<X(\omega )\leq v\}\,}

puede escribirse más convencionalmente, como,

{\displaystyle u<X\leq v\,.}

Esto es especialmente frecuente en fórmulas referidas a una probabilidad concreta, como

{\displaystyle \mathbb {P} (u<X\leq v)=F(v)-F(u)\,.}

El conjunto u < X ≤ v es un ejemplo de imagen inversa bajo la aplicación X porque {\displaystyle \omega \in X^{-1}((u,v])} si y solo si {\displaystyle u<X(\omega )\leq v}.

## Asignar probabilidades a los eventos
Cuando el espacio muestral de todos los posibles eventos es un conjunto numerable la probabilidad de cualquier suceso compuesto se puede expresar como suma (o serie) de probabilidades de sucesos elementales:

{\displaystyle \mathbb {P} (A)=\sum _{k=1}^{\sharp A}\mathbb {P} (a_{k}),\quad {\text{con }}a_{k}\in A}

En el caso de que el espacio muestral sea continuo o no-numerable, en general no es posible descomponer la probabilidad de cualquier suceso no-elemental en suma o serie de probabilidades. En ese caso se recurre a un concepto más general de medida. Así una medida se define como una aplicación que asigna una "probabilidad" a cada subconjunto medible del espacio muestral {\displaystyle (\Omega ,{\mathcal {A}},\mu )}:

{\displaystyle \mathbb {P} (A)=\mu (A),{\text{ con }}\mu :{\mathcal {A}}\to [0,1]}

Donde {\displaystyle {\mathcal {A}}} es la σ-álgebra del espacio muestral, que refleja la estructura lógica de las posibilidades existentes. Para que la probabilidad anterior esté definida de manera consistente es necesario imponer ciertas restricciones:
1. {\displaystyle \mathbb {P} (\Omega )=1,\mathbb {P} (\varnothing )=0}
2. {\displaystyle \mathbb {P} (A\cup B)\leq \mathbb {P} (A)+\mathbb {P} (B)}

### Propiedades
Dados dos eventos {\displaystyle A\in {\mathcal {A}}} y {\displaystyle B\in {\mathcal {A}}}, entonces:
- El evento {\displaystyle A\cap B} ocurre si {\displaystyle A} y {\displaystyle B} ocurren a la vez.
- El evento {\displaystyle A\cup B} ocurre si por lo menos ocurre {\displaystyle A}, {\displaystyle B} o ambos.

### Independencia e incompatibilidad
- Dos sucesos se dicen independientes si la probabilidad del suceso conjunto {\displaystyle \mathbb {P} (A\cap B)} coincide con el producto de probabilidades de cada evento, es decir, {\displaystyle \mathbb {P} (A\cap B)=\mathbb {P} (A)\mathbb {P} (B)}.
- Dos eventos se dicen disjuntos si no pueden ocurrir simultáneamente por ser incompatibles.